# Everybody's Doing It (film 1913 Trimble)
Everybody's Doing It è un cortometraggio muto del 1913 diretto da Larry Trimble.

## Produzione
Il film fu prodotto dalla Vitagraph Company of America.

## Distribuzione
Distribuito dalla General Film Company, il film - un cortometraggio di 150 metri - uscì nelle sale cinematografiche statunitensi il 25 gennaio 1913. Nelle proiezioni, veniva programmato con il sistema dello split reel, accorpato in un'unica bobina con un altro cortometraggio prodotto dalla Vitagraph, la commedia When Bobby Forgot.
Nel febbraio dello stesso anno, uscì nel Regno Unito un altro cortometraggio dallo stesso titolo, diretto da W.P. Kellino.